# Perieți
Perieți es una comuna ubicada en el distrito de Ialomița, Rumania.

## Superficie
Cuenta con una superficie de 79,45 kilómetros cuadrados.

## Demografía
Hasta 2021 la población era de 3482 habitantes, con una densidad de población de 43,83 habitantes por kilómetro cuadrado.